# 日産・JIKOO
日産・JIKOO（にっさん・じくう）とは、日本の自動車メーカーの日産自動車が開発したコンセプトカーである。

## 概要
2003年の第37回東京モーターショーで初公開。当時のカルロス・ゴーン社長と助手席に和服美人を乗せて登場した。
日産自動車が開発した1935年型の「ダットサン・ロードスター」を原型として開発された2シーターのプレステージオープンカーで、日産自動車にとって創立70周年にあたる2003年が江戸幕府の開闢400周年と重なることから江戸開府400周年事業の一環として開発された。
デザインを担当した入江慎一郎によれば、デザインのモチーフについても先のように言及しており、当時銀座に本社を構えていた日産と、東京都と江戸職人とのコラボレーションによって生まれた「江戸っ子」と表現した。
「先進技術と伝統工芸」の融合をコンセプトとし、インテリアやエクステリアにはからくり仕掛けの発想を生かした「KARAKURI-Seat」といったシートや「たたき出し」という銀職人の技法が使われたフェンダー部などの伝統工芸職人の表現や技巧を採用しており、20インチホイールは徳川家の家紋である三つ葉葵をモチーフとするなど歴史や伝統が感じられるデザインをしている。プラットフォームは電気自動車の「ハイパーミニ」と共通のものを採用している。
インストルメントパネルの形状にもダットサン・ロードスターの影響が見られ、円筒形の計器類を組み込んだシンプルな扇形の表面構造で表現されている。メーターの針にレーザーポインターを使用するなど、新しい表現方法も取り入れている。また、3D映像を表示可能なディスプレイには、今と江戸時代の仮想タイムトラベルを体験するように、マルチレイヤーディスプレイの運転手側に現在の東京の地図を表示するのと同時に助手席側に江戸時代の地図を表示し、付近の伝承やエピソードなどを映像や音声で説明してくれる「江戸ナビ」という機能を搭載している。

## 車名の由来
日本語の「時空」から取ったとされている。